# Cho Seung-youn
Cho Seung-youn (Hangul: 조승연, Hanja: 曹承衍, Hán Việt: Tào Thừa Diễn), sinh ngày 5 tháng 8 năm 1996 còn được gọi là Luizy và WOODZ, là một nam ca sĩ, nhạc sĩ và nhà sản xuất âm nhạc người Hàn Quốc. Cho Seung-youn được ra mắt với tư cách là thành viên của nhóm nhạc nam Hàn - Trung UNIQ vào năm 2014. Anh đồng thời cũng là thành viên của nhóm nhạc M.O.L.A. Năm 2019, trở thành thành viên của X1 - nhóm nhạc được ra mắt từ chương trình Produce X 101.

## Tiểu sử
Cho Seungyoun sinh ngày 5 tháng 8 năm 1996 tại quận Bundang-gu, Seongnam, Gyeonggi, Hàn Quốc. Anh là con một trong gia đình có bố mẹ đều làm trong ngành kinh doanh. Mẹ của anh sở hữu một nhà hàng Trung Hoa tại phường Cheongdam và một công ty du lịch tại phường Sinsa, đều thuộc quận Gangnam; trong khi bố anh sở hữu một nhà hàng Hàn Quốc tại Philippines.
Anh từng theo học một trường bóng đá ở Brasil được 2 năm, tham gia đội bóng thiếu niên St.Paul Corinth , cũng từng theo học tại trường quốc tế ở Philippines trong 01 năm.
Sau đó, chuyển về Hàn Quốc để theo đuổi ước mơ trở thành ca sĩ., theo học Trường trung học Nghệ thuật Hanlim, Khoa Vũ đạo thực hành. Là bạn học của Kim Yugyeom (Got7), KINO (Pentagon),...

## Sự nghiệp

### Trước khi ra mắt
Ban đầu Cho Seungyoun là thực tập sinh của công ty YG Entertainment được 1 năm rưỡi. Sau đó, anh gia nhập đội ngũ ra mắt của UNIQ và tiếp tục đào tạo tại Yuehua Entertainment trước khi ra mắt chính thức.

### 2014 - 2016: Ra mắt và hoạt động với UNIQ
Cho Seungyoun được ra mắt vào năm 2014 trong nhóm nhạc nam Hàn Quốc UNIQ cùng các thành viên Kim Sungjoo, Châu Nghệ Hiên, Lý Vấn Hàn, Vương Nhất Bác với bài hát Falling in Love và có buổi biểu diễn chính thức đầu tiên trên M Countdown.
Trong UNIQ, Cho Seungyoun giữ vai trò rapper chính. Nhóm đã thu được một số thành công nhất định và hoạt động song song cả tại Hàn Quốc, Trung Quốc cũng như phát triển ra thị trường Nhật Bản.
Tuy nhiên bắt đầu từ cuối năm 2016, khi căng thẳng gia tăng giữa Trung Quốc và Hàn Quốc do Hệ thống phòng thủ khu vực cao độ cao (THAAD) dẫn đến quy định hạn chế và cấm hoạt động của các nghệ sỹ Hàn Quốc, UNIQ không thể tiếp tục hoạt động tại Trung Quốc. 3 thành viên người Trung tiếp tục các hoạt động cá nhân tại đây trong khi Cho Seung Yeon và Kim Sung-joo rút về hoạt động tại Hàn Quốc.
Ngoài hoạt động với UNIQ, năm 2015 Cho Seungyoun cùng những người bạn thân là Nathan và Park Jimin của nhóm 15& thành lập ra M.O.L.A (viết tắt của Make Our Life Awesome) là một nhóm sáng tác, sản xuất cũng như cover các bài hát với các thành viên đến từ các công ty giải trí khác nhau. M.O.L.A sau này còn kết nạp thêm các thành viên mới là Vernon của Seventeen, Kino của pentagon và HOHO.

### 2016 - 2018: Hoạt động solo
Đầu năm 2016, tham gia chương trình Show me The Money (chương trình truyền hình) mùa thứ 5 với tư cách thí sinh; lọt qua 3 vòng trước khi dừng bước tại Vòng rap 1vs1 đối đầu với Flowsik.
Sau đó, Seungyoun chính thức hoạt động với tư cách là một rapper solo dưới nghệ danh Luizy. Anh ra mắt solo vào ngày 29 tháng 7 năm 2016 với đĩa đơn Recipe hợp tác với Flowsik. Single tiếp theo, Baby Ride được phát hành với sự tham gia của thành viên BtoB, Im Hyun-sik. Sau đó cả hai cùng hợp tác trong single Eating Alone nằm trong album Sing For You - Seventh Story Change. Anh cũng tham gia một bài hát trong EP ONE của Lee Gi-kwang.
Năm 2018, cùng với việc bất ngờ phát hành teaser MV, Yuehua Entertainment thông báo Seungyoun sẽ quảng bá với nghệ danh mới WOODZ trong các hoạt động solo của mình. Digital single mang tên Pool, sáng tác bởi Cha Cha Malone của AOMG được phát hành vào ngày 12 tháng 5 và _DIFFERENT được phát hành vào ngày 21 tháng 7. Meaningless đã được phát hành vào tháng 11 năm 2018.
Đồng thời trong khoảng thời gian này, Cho Seung Yeon cũng tập trung cho mảng sáng tác, viết lời, hòa âm phối khí và sản xuất nhiều ca khúc không chỉ cho mình mà còn trở thành tác phẩm cho các nghệ sỹ khác. Không chỉ ở Hàn Quốc mà còn cả ở Trung Quốc. Nổi bật trong số đó là ca khúc It's Ok đã được chọn làm bài dự thi cho các thí sinh Idol Producer tại đêm chung kết.

### 2019: Tham gia Produce X101
Vào ngày 20 tháng 3, Seungyoun được tiết lộ là một thí sinh của Produce X 101 - mùa 4 trong chương trình truyền hình sống còn tuyển chọn nhóm nhạc nổi tiếng nhất của Hàn Quốc Produce 101.
Cho Seungyoun được đánh giá là một thí sinh thể hiện được tài năng ở tất cả các kỹ năng hát, nhảy, rap, sáng tác cũng như gây ấn tượng bằng sự hài hước, năng lượng và luôn nhiệt tình giúp đỡ, hướng dẫn, chia sẻ kinh nghiệm cho các thực tập sinh khác. Thứ hạng trong bảng xếp hạng đã liên tục được tăng lên.

#### Thứ tự xếp hạng trong Produce X101
| Tập      | Tập 1 | Tập 2 | Tập 3 | Tập 5 (Loại trừ lần 1) | Tập 6 | Tập 7 (Loại trừ lần 2) | Tập 11 (Loại trừ lần 3) | Tập 12 (Chung kết) |
| -------- | ----- | ----- | ----- | ---------------------- | ----- | ---------------------- | ----------------------- | ------------------ |
| Xếp hạng | 67    | 41    | 38    | 28 (235.056 phiếu)     | 19    | 17 (754.435 phiếu)     | 6 (281.580 phiếu)       | 5 (929.311 phiếu)  |

#### Các bài thi trong Produce X101
| Vòng                    | Tiết mục                     | Nguyên gốc             | Vị trí        | Hợp tác cùng | Xếp hạng                  |
| ----------------------- | ---------------------------- | ---------------------- | ------------- | --- | ------------------------- |
| Xếp lớp                 | DREAM                        | Cho Seung-youn         | Main vocal    | Thực tập sinh Yuehua Entertainment Hwang GeumRyul, Yu SeongJun                                                       | Lớp B                     |
| Vòng 1 Ca khúc chủ đề   | 지마(X1-MA) X-Jima           | Produce X 101          | Lớp B         | 100 thực tập sinh | -                         |
| Vòng 2 Đánh giá nhóm    | Love Shot                    | EXO                    | Main Vocal    | Lee Hangyul, Hong SeongJun, Lee SeJin Keum Donghyun, Kim Wooseok, Kim Sihoon                                         | 3/7                       |
| Vòng 3 Đánh giá vị trí  | 말해 Yes Or No Say Yes or No | Zico (rapper)          | Leader Rapper | Nam Dohyun, Kim SungYeon, Lee Sangho                                                                                 | Nhóm: 2/4 Vị trí rap: 3/8 |
| Vòng 4 Đánh giá concept | MOVE                         | Zico (rapper) sáng tác | Center Leader | Lee Hangyul, Kim Hyunbin, Kim Kookheon Choi ByungChan, Lee Jinhyuk                                                   | Nhóm: 2/6 Tổng: 1/31      |
| Vòng 5 Đánh giá ra mắt  | To my world                  | Produce X 101          | Main Vocal    | Kim Yohan, Han Seungwoo, Lee Eunsang, Cha Junho, Lee SeJin Hwang Yunseong, Kim Mingyu, Keum Donghyun, Song HyeongJun | -                         |

### 2020 - nay: Trở lại với vai trò nghệ sĩ solo
Cho Seungyoun đã trở lại solo với cái tên WOODZ vào ngày 29 tháng 6 năm 2020 với mini-album đầu tiên Equal  với ca khúc chủ đề "Love Me Harder" (파랗게). Buổi giới thiệu của anh được tổ chức trực tuyến trên nền tảng V LIVE vào cùng ngày. Hơn 320.000 người dùng đã xem buổi giới thiệu. Đồng thời, VLIVE đã tích lũy được hơn 200 triệu 'trái tim' trên nền tảng. WOODZ đã quảng bá trên các chương trình âm nhạc Hàn Quốc với "Love Me Harder" (파랗게) và B-side "Accident". Anh cũng biểu diễn các bài B-side khác từ "Equal", bao gồm cả "Buck".
Cho Seungyoun phát hành mini-album thứ hai Woops! vào ngày 17 tháng 11 năm 2020, với ca khúc chủ đề "Bump Bump".  Anh đã quảng bá trên các chương trình âm nhạc Hàn Quốc với "Bump Bump" và B-side "Trigger" (방아쇠).
Cho Seungyoun đã trở lại cùng đĩa đơn mới Set vào ngày 15 tháng 3 năm 2021, với ca khúc chủ đề "Feel Like".
Anh tiếp tục quay lại với mini-album thứ ba Only Lovers Left vào ngày 5 tháng 10 năm 2021, với hai ca khúc chủ đề "Kiss of Fire" và "Waiting". Với album này, anh ấy đã đạt được chiến thắng đầu tiên với tư cách là nghệ sĩ solo trên The Show.
Woodz phát hành mini-album thứ tư Colorful Trauma vào ngày 4 tháng 5 năm 2022, với ca khúc chủ đề "I Hate You".
Vào ngày 15 tháng 7 năm 2022, có thông báo rằng Woodz sẽ tổ chức concert "WOODZ LIVE COLORFUL in Bangkok" tại Băng Cốc, Thái Lan vào 5 giờ chiều ngày 3 tháng 9 (giờ địa phương).
Vào ngày 5 tháng 10 năm 2022, báo chí đưa ra thông báo rằng hợp đồng độc quyền của Cho Seungyoun với Yuehua Entertainment sẽ hết hạn vào ngày 19 tháng 10.
Vào ngày 25 tháng 10, EDAM Entertainment thông báo WOODZ đã ký hợp đồng độc quyền và trở thành nam nghệ sĩ đầu tiên của công ty. Vào tháng 2 năm 2023, EDAM Entertainment đã phát hành một đoạn giới thiệu mới cho bài hát "ABYSS" trong mini album thứ 5 của WOODZ .

## Phong cách âm nhạc
Với tư cách là một nghệ sĩ solo, Cho Seungyoun đã tham gia viết lời và sản xuất hầu hết các bản nhạc của mình.
Trong giai đoạn đầu của sự nghiệp, phong cách âm nhạc của Cho Seungyoun nghiêng về hip hop. Anh ra mắt solo với cái tên "Luizy" với bài hát kết hợp phong cách pop và điện tử.
Tuy nhiên, sự thay đổi nghệ danh của Seungyoun với tư cách là một nghệ sĩ solo thành WOODZ vào năm 2018 đã đi kèm với sự thay đổi trong định hướng âm nhạc .
Được Tạp chí Status mô tả là một "[sự tiến hóa] của bản sắc cá nhân hơn". Trái ngược với cách tiếp cận có phần sôi động của Luizy, đặc trưng cho phong cách sản xuất của mình dưới cái tên WOODZ là "chủ yếu là [...] R&B", nhưng cũng đề cập rằng anh ấy "không đi theo một thể loại cố định nào cả". Các nhà bình luận cũng đã ghi nhận phong cách âm nhạc của WOODZ bao gồm các yếu tố của alternative R&B, atmospheric music và dream pop trong khi vẫn giữ được "âm thanh đặc trưng".
Seungyoun cũng mô tả sự thay đổi này gắn liền với "sự trưởng thành". WOODZ và âm nhạc của anh "trưởng thành" hơn, cho phép anh ta tách mình khỏi tính "trẻ trung" từ thời Luizy.
Các bài hát của Seungyoun có nhiều khái niệm và chủ đề khác nhau; "Recipe", được phát hành ngay sau khi anh bị loại khỏi Show Me the Money 5, được cho là thể hiện "tham vọng" và sự thách thức khi đối mặt với sự soi mói của công chúng.. Trong khi "Baby Ride" được coi là một bài hát "mát mẻ, vui vẻ" giúp người nghe "thoát khỏi cái nóng giữa mùa hè". Các khía cạnh tương phản của tình yêu và các mối quan hệ thường là chủ đề trong các bản phát hành tiếp theo của anh ấy với cái tên WOODZ: "Pool" được Tạp chí Status mô tả như một "bản tình ca vui vẻ".
Single thứ 3 của Seungyoun dưới nghệ danh WOODZ, "meaningless", được mô tả là một bài hát có phần u buồn hơn, hơn đề cập đến các chủ đề cá nhân và "hiện sinh" hơn. Bài hát chia sẻ những vấn đề về trầm cảm, một chủ đề thường bị coi là cấm kỵ ở Hàn Quốc. Seungyoun đã gọi "meaningless" giống như một trang "nhật ký" của mình. Anh cũng từng tiết lộ trong một cuộc phỏng vấn với Tạp chí Status rằng phần lời của bài hát một phần được trích từ những ghi chú mà anh ấy viết, khi chiến đấu với chứng trầm cảm - từng khiến anh ấy rơi vào tuyệt vọng và ở bờ vực của việc tự vẫn.

## Danh sách đĩa nhạc

### Hoạt động solo

#### Mini album
| Tiêu đề          | Chi tiết album | Thứ hạng cao nhất trên BXH | Doanh số bán đĩa |
| Tiêu đề          | Chi tiết album | KOR                        | Doanh số bán đĩa |
| ---------------- | --- | -------------------------- | ---------------- |
| Equal            | - Phát hành: 29 Tháng 6, 2020 - Hãng thu âm: Yuehua Entertainment - Hình thức: CD, digital download Track listing 1. Lift Up 2. Accident 3. Love Me Harder (파랗게) 4. Noid 5. Waikiki (feat. Colde) 6. Buck (feat. Punchnello) 7. Memories (주마등) | 4                          | - KOR: 149,560+  |
| Woops!           | - Phát hành: 17 Tháng 11, 2020 - Hãng thu âm: Yuehua Entertainment - Hình thức: CD, digital download Track listing 1. Trigger (방아쇠) 2. Bump Bump 3. On My Own (내 마매로) 4. Thanks To 5. Sweater (feat. Jamie) 6. Tide                           | 2                          | - KOR: 100,831+  |
| Only Lovers Left | - Phát hành: 5 Tháng 10, 2021 - Hãng thu âm: Yuehua Entertainment - Hình thức: CD, digital download Track listing 1. Multiply 2. Thinkin Bout You 3. Sour Candy 4. Kiss of Fire 5. Chaser 6. Waiting                                                 | 4                          | - KOR: 52,500+   |
| Colorful Trauma  | - Phát hành: 4 Tháng 5, 2022 - Hãng thu âm: Yuehua Entertainment - Hình thức: CD, digital download Track listing 1. Dirt on My Leather 2. Hijack 3. I Hate You (난 너 없이) 4. Better and Better 5. Hope to Be Like You (안녕이란 말도 함께)         | 4                          | - KOR: 95,682+   |
| OO-LI            | - Phát hành: 26 Tháng 4, 2023 - Hãng thu âm: EDAM Entertainment - Hình thức: CD, digital download Track listing 1. Deep Deep Sleep 2. Journey 3. Drowning 4. Busted 5. Who Knows 6. Ready to Fight 7. ABYSS (심연)                                   | 9                          | - KOR: 82,078+   |

#### Single album
| Tiêu đề | Chi tiết album | Thứ hạng cao nhất trên BXH | Doanh số bán đĩa |
| Tiêu đề | Chi tiết album | KOR                        | Doanh số bán đĩa |
| ------- | --- | -------------------------- | ---------------- |
| Set     | - Phát hành: 15 Tháng 3, 2021 - Hãng thu âm: Yuehua Entertainment - Hình thức: CD, digital download Track listing 1. Feel Like 2. Touché (featuring Moon) 3. Rebound | 4                          | - KOR: 89,577    |
| Amnesia | - Phát hành: 18 Tháng 12, 2023 - Hãng thu âm: Edam Entertainment - Hình thức: Digital download Track listing 1. Amnesia 2. Behind                                    | —                          |                  |

#### Single
| Tựa đề                                                              | Năm           | Xếp hạng      | Sales         | Album                               |
| Tựa đề                                                              | Năm           | KOR           | Sales         | Album                               |
| Nghệ sĩ chính                                                       | Nghệ sĩ chính | Nghệ sĩ chính | Nghệ sĩ chính | Nghệ sĩ chính                       |
| ------------------------------------------------------------------- | ------------- | ------------- | ------------- | ----------------------------------- |
| "Baby Ride" (feat. Im Hyun-sik)                                     | 2016          | —             | —             | Baby Ride                           |
| "How Have You Been 요즘 뭐 해 "                                     | 2016          | —             | —             | Baby Ride                           |
| "POOL"                                                              | 2018          | —             | —             | Non-album singles                   |
| "_DIFFERENT"                                                        | 2018          | —             | —             | Non-album singles                   |
| "meaningless 아무의미"                                              | 2018          | —             | —             | Non-album singles                   |
| "Love Me Harder" (파랗게)                                           | 2020          | —             | —             | Equal                               |
| Bump Bump                                                           | 2020          | —             |               | Woops!                              |
| Nghệ sĩ hợp tác                                                     |               |               |               |                                     |
| "꿈 Dream" (Lee Gi-kwang feat. Luizy)                               | 2017          | —             | —             | ONE                                 |
| "춤" (EDEN feat. WOODZ)                                             | 2018          | —             | —             | RYU: 川                             |
| "파도" (KILLARGRAMZ Feat. WOODZ)                                    | 2018          | —             | —             | HUE.休                              |
| "전화받아 Pick Up The Phone" (Jimin Park Feat. KINO, WOODZ, NATHAN) | 2018          | —             | —             | jiminxjamie                         |
| "Bad" (KRIZ Feat. WOODZ)                                            | 2018          | —             | —             | Non-album single                    |
| "Bless You" (Primary Feat. Sam Kim, Woodz, ph-1)                    | 2020          |               |               |                                     |
| Hợp tác                                                             |               |               |               |                                     |
| "Recipe" (with Flowsik)                                             | 2016          | —             | —             | Non-album single                    |
| "Eating Alone" (with Im Hyun-sik)                                   | 2017          | —             | —             | Sing For You - Seventh Story Change |
| "Drive" (with EDEN, Babylon)                                        | 2018          | —             | —             | EDEN_STARDUST.04                    |

#### Video âm nhạc solo
| Ngày       | Bài hát                 | Ca sĩ                         |                  |
| ---------- | ----------------------- | ----------------------------- | ---------------- |
| 2016/07/29 | RECIPE                  | Luizy (승연) Flowsik          |                  |
| 2016.8,14  | Baby Ride               | Luizy (승연) ft. BTOB Hyunsik |                  |
| 2016.11,18 | Baby Ride (Selfie ver)  | Luizy (승연)                  | UNIQ LIFE S2 EP3 |
| 2016.11.25 | How have u been?        | Luizy (승연)                  | UNIQ LIFE S2 EP4 |
| 2018.05.13 | POOL                    | WOODZ ft. SUMIN               |                  |
| 2018.05,14 | POOL Mint ver.          | WOODZ                         | Live Performance |
| 2018,07,21 | DIFFERENT               | WOODZ                         |                  |
| 2018.11.02 | 아무의미（Meaningless)  | WOODZ                         |                  |
| 2020.06.29 | 파랗게 (Love Me Harder) | WOODZ                         |                  |
| 2020.11.17 | BUMP BUMP               | WOODZ                         |                  |

## Danh sách phim

### Phim điện ảnh
| Năm  | Tựa đề                                   | Vai diễn    | Ghi chú |
| ---- | ---------------------------------------- | ----------- | ------- |
| 2016 | Đối tác hoàn hảo MBA Partners 梦想合伙人 | Wang Meimei |         |

### Chương trình truyền hình
| Năm  | Tên                     | Kênh  | Ghi chú                                  |
| ---- | ----------------------- | ----- | ---------------------------------------- |
| 2016 | Show me The Money mùa 5 | Mnet  | Thí sinh                                 |
| 2019 | Produce X 101           | Mnet  | Thí sinh                                 |
| 2020 | Show! Music Core        | MBC   | MC đặc biệt ngày 15/08                   |
| 2020 | King of Mask Singer     | MBC   | Thí sinh với tên "Three GO"; tập 269–270 |
| 2021 | Time Out                | STATV | MC                                       |
|      | Mama The Idol           | tvN   | Cố vấn                                   |

## Các hoạt động khác

### Quảng cáo (CF)
| Năm  | Sản phẩm            | Công ty | Nhãn hiệu | Ghi chú            |
| ---- | ------------------- | ------- | --------- | ------------------ |
| 2020 | Mỹ phẩm CSY EDITION |         | Cledbel   | Đại diện độc quyền |

### Sáng tác âm nhạc
Bên cạnh vai trò nghệ sỹ trình diễn, Cho Seung-youn đã tham gia sáng tác, sản xuất nhiều tác phẩm cho cả các nghệ sỹ Hàn Quốc, Trung Quốc cũng như các chương trình như The Unit. Idol Producer.
Đăng ký bản quyền tại Hiệp hội bản quyền âm nhạc Hàn Quốc
| Tên            | Đăng ký       | Số hiệu  | Bài hát |
| -------------- | ------------- | -------- | ------- |
| Cho Seung-youn | 조승연 / GOOD | 10011979 | [ 33 ]  |

| Năm  | Bài hát                                                | Nghệ sỹ                                                                            | Album                               | Lyrics   | Lyrics | Music    | Music                             | Ghi chú |
| Năm  | Bài hát                                                | Nghệ sỹ                                                                            | Album                               | Credited | With | Credited | With                              | Ghi chú |
| ---- | ------------------------------------------------------ | ---------------------------------------------------------------------------------- | ----------------------------------- | -------- | --- | -------- | --------------------------------- | --- |
| 2014 | "Falling in Love"                                      | UNIQ                                                                               | EOEO                                | Có       | Kim Sung-joo, Matthew Heath, Grady Griggs                                                                                  | Không    | —                                 | — |
| 2015 | "EOEO"                                                 | UNIQ                                                                               | EOEO                                | Có       | Deanfluenza | Không    | —                                 | — |
| 2015 | "Luv Again"                                            | UNIQ                                                                               | EOEO                                | Có       | DJ Nüre, Francis Sooho Kim                                                                                                 | Không    | —                                 | — |
| 2015 | "Listen To Me"                                         | UNIQ                                                                               | EOEO                                | Có       | Atozzio, Jarah Gibson | Không    | —                                 | — |
| 2015 | "Best Friend"                                          | UNIQ                                                                               | non-album single                    | Có       | Kim Sung-joo | Không    | —                                 | — |
| 2015 | "My Way" (마이웨이)                                    | M.O.L.A                                                                            | non-album single                    | Có       | Park Ji-min, NATHAN | Có       | Park Ji-min, NATHAN               | Released on SoundCloud, YouTube                                                                                              |
| 2015 | "Trick Or Treat" (속았지?)                             | M.O.L.A                                                                            | non-album single                    | Có       | Park Ji-min, NATHAN | Có       | Park Ji-min, NATHAN               | Released on SoundCloud |
| 2016 | "Rehab"                                                | Luizy                                                                              | non-album single                    | Có       | — | Có       | NATHAN                            | Released on the M.O.L.A SoundCloud account                                                                                   |
| 2016 | "Recipe"                                               | Luizy, Flowsik                                                                     | non-album single                    | Có       | Flowsik, EDEN | Có       | EDEN, NATHAN                      | — |
| 2016 | "Baby Ride" ft. Im Hyun-sik                            | Luizy                                                                              | Baby Ride                           | Có       | EDEN | Có       | EDEN, NATHAN                      | — |
| 2016 | "How Have You Been" (요즘 뭐 해)                       | Luizy                                                                              | Baby Ride                           | Có       | — | Có       | EDEN, NATHAN                      | — |
| 2017 | "Eating Alone" (혼밥)                                  | Luizy, Im Hyun-sik                                                                 | Sing For You - Seventh Story Change | Có       | Im Hyun-sik | Không    | —                                 | Featured in episode 14 |
| 2017 | "Chillin'"                                             | M.O.L.A                                                                            | non-album single                    | Có       | Park Ji-min, NATHAN | Có       | Park Ji-min, NATHAN               | Released on SoundCloud |
| 2017 | "Chillin' (Remix)"                                     | M.O.L.A                                                                            | non-album single                    | Có       | Park Ji-min, NATHAN, Kino, Vernon                                                                                          | Có       | Park Ji-min, NATHAN, Kino, Vernon | Released on SoundCloud, YouTube; a remix of the original song by M.O.L.A featuring verses by new members Kino and Vernon     |
| 2017 | "Dream" (꿈) ft. Luizy                                 | Lee Gi-kwang                                                                       | ONE                                 | Có       | Lee Gi-kwang, Kim Tae-sung, Joo Chan-yang                                                                                  | Không    | —                                 | — |
| 2018 | "Always"                                               | Blooming                                                                           | THE UNI+ G STEP 1                   | Không    | — | Có       | Sophia Pae, Simon Janlöv          | Released as a digital single as part of the show's fourth mission; performed in episode 24                                   |
| 2018 | "93"                                                   | EDEN                                                                               | RYU: 川                             | Không    | — | Có       | EDEN, NATHAN                      | — |
| 2018 | "Dance" (춤) ft. WOODZ                                 | EDEN                                                                               | RYU: 川                             | Có       | EDEN | Không    | —                                 | — |
| 2018 | "it's ok"                                              | Idol Producer                                                                      | Idol Producer OST                   | Có       | EDEN, NATHAN, Lu Yiqiu (Chinese lyrics)                                                                                    | Có       | EDEN, NATHAN                      | Performed as a debut evaluation song in episode 12                                                                           |
| 2018 | "POOL"                                                 | WOODZ                                                                              | non-album single                    | Có       | Sumin | Có       | Sumin, Cha Cha Malone, Maxx Song  | — |
| 2018 | "Wave" (파도) ft. WOODZ                                | Killagramz                                                                         | HUE. 休                             | Có       | Killagramz | Có       | Killagramz, RAUDI                 | — |
| 2018 | "ZIGZAG"                                               | Mr-X                                                                               | ZIGZAG                              | Không    | — | Có       | Command Freaks                    | — |
| 2018 | "DIFFERENT"                                            | WOODZ                                                                              | non-album single                    | Có       | Maxx Song, Cha Cha Malone                                                                                                  | Có       | Maxx Song, Cha Cha Malone         | — |
| 2018 | "Hold It Down"                                         | Jun                                                                                | non-album single                    | Có       | — | Có       | EDEN, NATHAN                      | — |
| 2018 | "Evanesce Ⅱ" (백야)                                    | Super Junior-D&E                                                                   | 'Bout You                           | Không    | — | Có       | Maxx Song, Jabong                 | — |
| 2018 | "Drive"                                                | EDEN, Babylon, WOODZ                                                               | EDEN_STARDUST.04                    | Có       | EDEN, Kim Min-seob, HLB | Có       | EDEN, Kim Min-seob                | — |
| 2018 | "Pick Up The Phone" (전화받아) ft. Kino, WOODZ, NATHAN | Park Ji-min                                                                        | jiminxjamie                         | Có       | Vernon, Kino, Park Ji-min, NATHAN                                                                                          | Có       | Vernon, Kino, Park Ji-min, NATHAN | — |
| 2018 | "I Don't Wanna Fight Tonight"                          | Mr-X                                                                               | I Don't Wanna Fight Tonight         | Không    | — | Có       | Secret Weapon, Maxx Song          | — |
| 2018 | "Bad" ft. WOODZ                                        | KRIZ                                                                               | non-album single                    | Có       | KRIZ, Kino, PIGMA | Có       | KRIZ, Kino                        | — |
| 2018 | "Sincerity" ft. Sophiya                                | Babylon                                                                            | Caelo                               | Có       | Babylon, Sophiya, NATHAN, KRIZ                                                                                             | Có       | NATHAN, KRIZ                      | — |
| 2018 | "Drive"                                                | Babylon                                                                            | Caelo                               | Có       | EDEN, Babylon, Kim Min-seob, HLB                                                                                           | Có       | EDEN, Kim Min-seob                | A solo version of the original song by EDEN, Babylon, and WOODZ, featuring additional lyrics                                 |
| 2018 | "meaningless" (아무의미)                               | WOODZ                                                                              | non-album single                    | Có       | — | Có       | NATHAN                            | — |
| 2019 | "This Night" (행성) ft. Blue.D, Jhnovr                 | Groovy Room                                                                        | This Night                          | Không    | — | Có       | Groovy Room, Jhnovr, Blue.D       | — |
| 2019 | "Ice & Fire"                                           | ONF                                                                                | We Must Love                        | Có       | MonoTree, Wyatt, TOTEM | Có       | MonoTree, TOTEM                   | — |
| 2019 | "Don't Hang Up" (전화끊지마) ft. PH-1                  | Suran                                                                              | Jumpin'                             | Có       | Suran, PH-1, Serum | Có       | Suran, KRIZ                       | — |
| 2019 | "Blossom"                                              | Ravi, Eunha                                                                        | The Love of Spring                  | Không    | — | Có       | Groovy Room, Ravi                 | Used in promotional material for Pepsi                                                                                       |
| 2019 | "Dream"                                                | Cho Seung-youn, Yu Seong-jun, Hwang Geum-ryul (Produce X 101) WOODZ, NATHAN (demo) | non-album single                    | Có       | — | Có       | NATHAN                            | Performed by Yuehua Entertainment trainees in episode 2; original demo version later released on the M.O.L.A YouTube account |
| 2020 | "Chak Chak" (착착)                                     | WOODZ                                                                              | non-album release                   | Có       | — | Có       | Stally, X&                        | Used in promotional material for Cledbel                                                                                     |
| 2020 | "Lift Up"                                              | WOODZ                                                                              | Equal                               | Có       | — | Có       | NATHAN                            | — |
| 2020 | "Accident"                                             | WOODZ                                                                              | Equal                               | Có       | — | Có       | POPTIME, NATHAN                   | — |
| 2020 | "Love Me Harder" (파랗게)                              | WOODZ                                                                              | Equal                               | Có       | — | Có       | POPTIME, NATHAN                   | — |
| 2020 | "NOID"                                                 | WOODZ                                                                              | Equal                               | Có       | Mia | Có       | POPTIME, NATHAN                   | — |
| 2020 | "Waikiki" ft. Colde                                    | WOODZ                                                                              | Equal                               | Có       | Colde | Có       | Colde, Stally                     | — |
| 2020 | "BUCK" ft. Punchnello                                  | WOODZ                                                                              | Equal                               | Có       | Punchnello | Có       | NATHAN                            | — |
| 2020 | "Memories" (주마등)                                    | WOODZ                                                                              | Equal                               | Có       | Eunyeong, Byemysai, Mio, Lee Se-ryeong, Woodzla, In Ji-yoon, Lee Jae-won, Lee Ju-hae, wangdangyu, Nangmanjeogin, Kim Ji-an | Có       | Colde, Johnny, Chiic              | — |

## Giải thưởng đề cử

### Asia Artist Awards
| Năm  | Đề cử / Tác phẩm | Giải thưởng     | Kết quả   |
| ---- | ---------------- | --------------- | --------- |
| 2021 | WOODZ            | Best Icon Award | Đoạt giải |

## Chương trình âm nhạc

### The Show
| Năm  | Ngày        | Bài hát   | Điểm |
| ---- | ----------- | --------- | ---- |
| 2021 | 12 tháng 10 | "Waiting" | 7427 |

### Inkigayo
| Năm  | Ngày       | Bài hát    | Điểm |
| ---- | ---------- | ---------- | ---- |
| 2025 | 11 tháng 5 | "Drowning" | 5179 |
| 2025 | 22 tháng 6 | "Drowning" | 4434 |